# Hall (Södermanland)
Hall is een plaats in de gemeente Södertälje in het landschap Södermanland en de provincie Stockholms län in Zweden. De plaats heeft 57 inwoners (2005) en een oppervlakte van 29 hectare.